# ريك فوكس
ريك فوكس مواليد 24 يوليو 1969 في تورونتو، هو لاعب كرة سلة كندي سابق بدأ مسيرته الاحترافية في سنة 1991. يبلغ طوله 6 قدم 7 بوصة (2.0 م). اعتزل اللعب في 2004.

## فرق لعب لها
- بوسطن سيلتكس
- لوس أنجلوس ليكرز

## روابط خارجية
- ريك فوكس على موقع IMDb (الإنجليزية)
- ريك فوكس على موقع ألو سيني (الفرنسية)
- ريك فوكس على موقع أول موفي (الإنجليزية)
- ريك فوكس على موقع قاعدة بيانات الأفلام السويدية (السويدية)
- ريك فوكس على موقع إن إن دي بي (الإنجليزية)
- Other Woma/ ريك فوكس على موقع إن إن دي بي (الإنجليزية)
- ريك فوكس على موقع قاعدة بيانات الفيلم (الإنجليزية)
- ريك فوكس على موقع كينوبويسك (الروسية)
- ريك فوكس على موقع الاتحاد الدولي لكرة السلة (الإنجليزية)
- ريك فوكس على موقع إن بي أي (الإنجليزية)
- ريك فوكس على موقع سبورتس رفرنس (الإنجليزية)
- ريك فوكس على موقع كرة السلة الأوروبية.كوم (الإنجليزية)
- ريك فوكس على موقع كلية كرة السلة في سبورتس رفرنس.كوم (الإنجليزية)
- ريك فوكس على موقع ريلجم (الإنجليزية)
- ريك فوكس على موقع بروبوليرز (الإنجليزية)